# Reute
Reute é uma comuna da Suíça, no Cantão Appenzell Exterior, com cerca de 667 habitantes. Estende-se por uma área de 4,99 km², de densidade populacional de 134 hab/km². Confina com as seguintes comunas: Balgach (SG), Heiden, Marbach (SG), Oberegg (AI), Rebstein (SG). 
A língua oficial nesta comuna é o Alemão.